# Gynoplistia illcha
Gynoplistia illcha là một loài ruồi trong họ Limoniidae. Chúng phân bố ở miền Australasia.